# Dulce d'Agro
Maria Dulce Quina d' Agro Ferreira (Lisboa, 13 de setembro de 1915 — Cascais, 24 de setembro de 2011) foi uma pintora, colecionadora de arte e galerista portuguesa. Era filha de Manuel d' Agro Ferreira e Maria Hélia Paxiuta e Quina.

## Biografia
Em Paris trabalhou com o pintor André Lhote. Expôs na Sociedade Nacional de Belas Artes (SNBA) e no Secretariado Nacional de Informação, Lisboa. Esteve representada na 1ª Bienal do Museu de Arte Moderna de S. Paulo. Foi-lhe atribuída uma 3ª medalha pela SNBA. Participou na 1ª Exposição de Artes Plásticas da Fundação Calouste Gulbenkian, Lisboa, 1957.
Até ao início dos anos de 1970 manteve actividade artística com alguma regularidade, mas as suas opções não colheram as melhores opiniões entre a comunidade artística da época. Reforçada por questões de ordem pessoal, Dulce d’Agro decidiu abandonar a pintura e reposicionar-se no tecido cultural português. "O que é que eu sabia fazer? Era a pintura. O que é que eu gostava? Era a pintura. E então lembrei-me de abrir uma galeria. Vendi uns terrenos muito importantes e com a minha parte daquele dinheiro investi, não só na galeria, como também no stock, tinha um stock belíssimo, ainda não estrangeiro. Mas tinha dos melhores".
Em Novembro de 1973 abriu a Galeria Quadrum no Palácio dos Coruchéus (um edifício pertencente à Câmara Municipal de Lisboa, no bairro de Alvalade). Era o momento de arranque da arte conceptual e minimal em Portugal. Na inauguração expôs exclusivamente artistas modernos portugueses. A galeria atravessou o período de crise posterior ao 25 de Abril sem interromper a atividade e, embora com condicionalismos económicos, prosseguiu com o desejo de atualização cultural em Portugal, tornando-se num verdadeiro laboratório da arte portuguesa mais avançada durante as décadas de 70 e 80 do século XX. Entre muitos outros, a galeria Quadrum expôs obras de Alberto Carneiro, António Palolo, Ana Hatherly, Ernesto de Sousa, Fernando Calhau, Helena Almeida, Gina Pane, Victor Vasarely e Karel Appel. O processo de internacionalização aconteceu na Art Basel, uma feira de referência internacional no domínio das artes (a Quadrum foi a primeira galeria portuguesa a estar presente nesse evento).
"Nos primeiros anos da década de 1970, Dulce d’Agro ainda era apenas e só uma empenhada mas anónima coleccionadora. Vinte anos depois, era já a mítica fundadora da Galeria Quadrum, e tinha já contribuído decisivamente para o suporte de muito do que de mais marcante se passou no domínio das artes visuais das décadas de 1970 e 1980 no nosso país. [...] A portentosa energia que se gerou na Quadrum na década compreendida entre 1974 e 1984 garantiu a Dulce d’Agro um lugar na história da arte portuguesa, e o reconhecimento público que o Estado formalizou com a Comenda da Ordem de Sant'Iago da Espada com que a condecorou em 2002".
Dulce d’Agro abandonou progressivamente a atividade enquanto galerista a partir de 1990; o encerramento da Quadrum sob sua direção ocorreu em 1995.